# 小城子城址
小城子城址，位于中国河北省承德市小城子，为承德市滦平县的一个省级文物保护单位，类型为古遗址，公布时间为1982年7月23日。
小城子城址的历史年代为战国、汉。